# Mind's Eye
Mind's Eye es el álbum debut del guitarrista estadounidense de metal neoclásico Vinnie Moore, publicado en 1986 por Shrapnel Records. Su grabación se realizó en los Prairie Sun Recording Studios de Cotati en tan solo once días, cuyas canciones fueron escritas por Moore con solo 21 años de edad. Se considera como uno de los discos más importantes del shred, incluso en 2009 la revista Guitar World lo posicionó en el tercer lugar de su lista los 10 álbumes shred de todos los tiempos.
Tras su lanzamiento Moore fue proclamado como el mejor nuevo talento de 1986 por las revistas Guitar World, Guitar Player y Guitar. Adicional a ello, de acuerdo con el sitio Allmusic, el álbum vendió más de 100 000 copias solo en los Estados Unidos.

## Lista de canciones
Todas las canciones escritas por Vinnie Moore

| N.º | Título                 | Duración |  |
| 1.  | «In Control»           | 4:38     |  |
| 2.  | «Daydream»             | 4:31     |  |
| 3.  | «Saved by a Miracle»   | 5:19     |  |
| 4.  | «Heroe Without Honor»  | 7:19     |  |
| 5.  | «Lifeforce»            | 4:02     |  |
| 6.  | «N.N.Y.»               | 3:43     |  |
| 7.  | «Mind's Eye»           | 3:28     |  |
| 8.  | «Shadows of Yesterday» | 4:34     |  |
| 9.  | «The Journey»          | 5:26     |  |

## Músicos
- Vinnie Moore: guitarra eléctrica
- Tony MacAlpine: teclados
- Andy West: bajo
- Tommy Aldridge: batería